# Peter Lorimer
Peter Lorimer (født 14. december 1946 i Dundee, død 20. marts 2021) var en skotsk fodboldspiller, der i størstedelen af sin karriere spillede i Leeds United. Han spillede desuden på det skotske landshold sidst i 1960’erne og første halvdel af 1970'erne.
Lorimer var offensiv midtbanespiller og kendt for sit hårde langskud. Han spillede over 500 kampe for Leeds og var med til at vinde FA Cup'en ligacup'en, Charity Shield samt Inter-Cities Fairs Cup to gange, ligesom han var med til at spille Mesterholdenes Europa Cup finale 1975, som Leeds dog tabte 0-2 til Bayern München.
Han spillede 21 landskampe, heriblandt alle Skotlands tre kampe ved VM i fodbold 1974.